# Eichenstruth (Bad Marienberg)

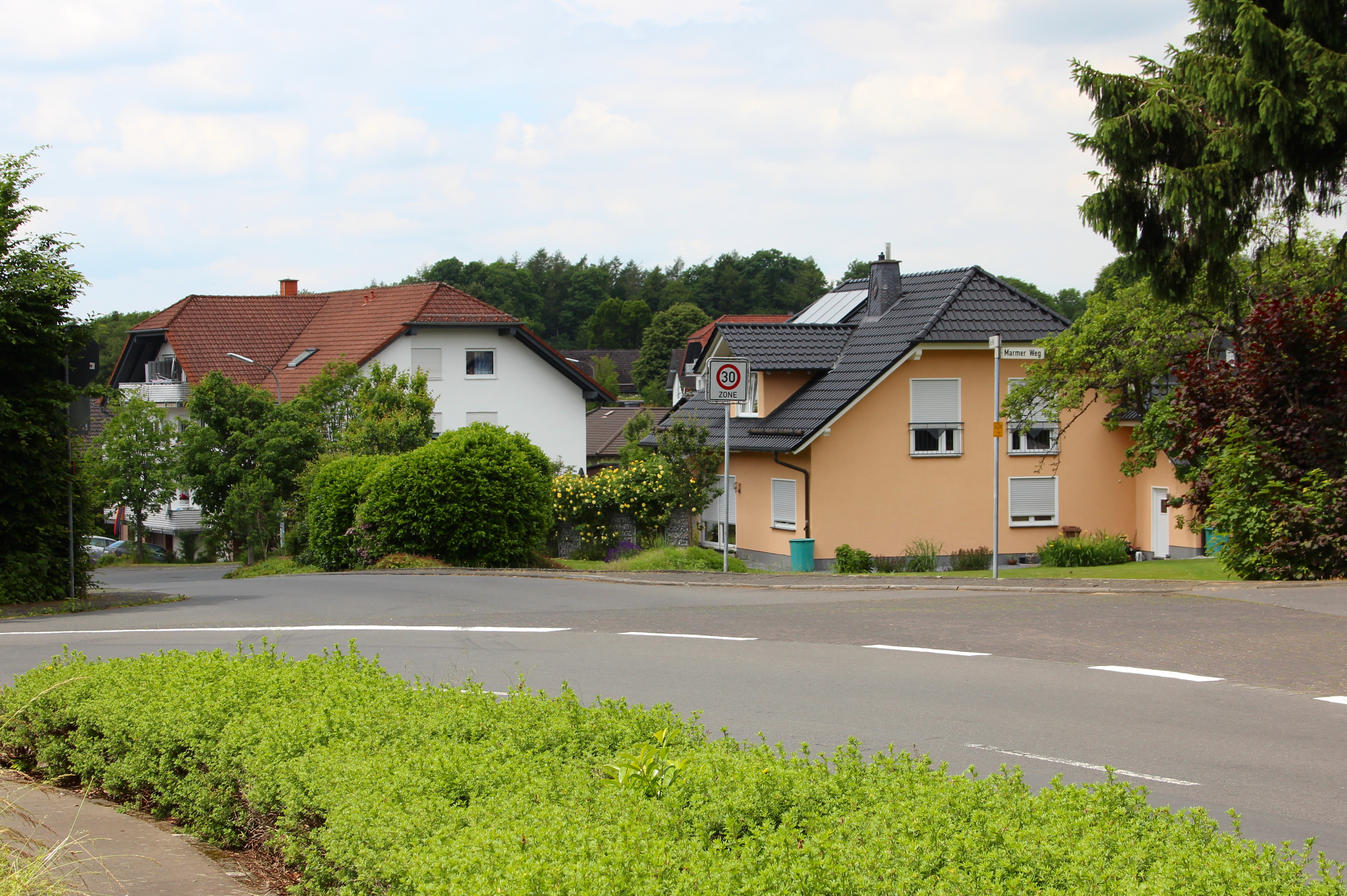
Ansicht von Eichenstruth

Eichenstruth ist ein Stadtteil von Bad Marienberg. Am 7. Juni 1969 wurde die bis dahin selbstständige Gemeinde Eichenstruth (185 Einwohner) nach Bad Marienberg (Westerwald) eingemeindet.

## Beschreibung
Der Ort mit 408 Einwohnern (Stand: Januar 2006) liegt westlich von Bad Marienberg auf einer Hochebene oberhalb des Schorrbergs. Am Schorrberg befindet sich eine Skipiste mit Lift und Schneekanonen.
Eichenstruth war als Teil des Westerwälder Braunkohlereviers Abbaugebiet von Braunkohle. Nach dem Einstellen der Bergbauaktivitäten war die Landwirtschaft der einzige verbleibende Erwerbszweig. In den 1990er Jahren wurde ein Gewerbegebiet erschlossen, dessen Fläche die des Ortes überstieg und der Ort mit dem Neubau der Kreisstraße K 59 neu an die L295 angeschlossen. In der Folge wuchs der Ort deutlich an.